# Hedwigidium integrifolium
Hedwigidium integrifolium là một loài Rêu trong họ Hedwigiaceae. Loài này được (P. Beauv.) Dixon mô tả khoa học đầu tiên năm 1939.